# Verlenque
Verlenque – struga we Francji, przepływająca przez teren departamentu Aveyron. Ma długość 9,58 km. Stanowi lewy dopływ rzeki Aveyron.

## Geografia
Verlenque swoje źródła ma w gminie Sévérac d'Aveyron, na południowy wschód od osady Le Bouusquet. Struga generalnie płynie w kierunku północnym. Uchodzi do rzeki Aveyron w pobliżu miejscowości Le Moulin de Gary. 
Verlenque całości płynie na terenie departamentu Aveyron, na obszarze jednej gminy – Sévérac d'Aveyron. 

## Dopływy
Verlenque ma 2 opisane dopływy o długości powyżej 1 km: 
- Verlencuze
- Ravin de Levers